# كيتلين سوزا
كيتلين غابرييلا دا سيلفا سوزا
```
(
بالبرتغالية
: Ketlen Gabriela Da Silva Souza؛ مواليد 18 أغسطس 1995) هي 
مُقاتلة فنون قتالية مختلطة
 برازيلية.
```

## وصلات خارجية
- كيتلين سوزا على موقع شيردوغ (الإنجليزية)
- كيتلين سوزا على موقع Tapology.com (الإنجليزية)